# Vanessa Hoefkens D'Hooghe
Vanessa Hoefkens D'Hooghe is een Vlaamse mediapersoonlijkheid en fotomodel. Ze heeft een Bachelor of Business Administration en spreekt Japans.
Hoefkens D'Hooghe verwierf bekendheid als echtgenote van voetballer Carl Hoefkens, van wie ze in 2024 scheidde na 23 jaar huwelijk. Ze viel op en kreeg verschillende fotoshoots in bladen als P-Magazine en Ché. Ze speelde een bijrol als serveerster in de Vlaamse versie van Ab Normaal op VT4.
In 2006 verhuisde Hoefkens D'Hooghe met haar echtgenoot naar Engeland, in verband met zijn voetbalcarrière. In de zomer van 2010 verhuisden ze terug naar België. Vanaf 2015 woonden ze enige tijd in Marbella, Spanje.
In 2007 deed Hoefkens D'Hooghe mee aan de Vlaamse versie van Ranking The Stars.